# All that she wants
All that she wants is een single van de Zweedse band Ace of Base van het album Happy Nation uit november 1992. Het nummer werd in thuisland Zweden en buurlanden Noorwegen en Finland reeds op 31 augustus 1992 op single uitgebracht. De rest van Europa volgde in januari 1993 en ten slotte Oceanië, Japan, de Verenigde Staten en Canada op 12 juli 1993.

## Ontstaan
Het lied zou kunnen gaan over een jonge vrouw die mannen gebruikt om zwanger te worden, maar "baby" is ook jargon voor "vriendje" (denk aan "Baby, baby, waar is onze liefde gebleven?").
Het lied heette oorspronkelijk Mister Ace en bevatte teksten van Linn Berggren, Ulf Ekberg en Jonas Berggren, maar in coproductie met Denniz PoP werd het refrein vervangen door de regel "All That She Wants".

## Achtergrond
De plaat werd een wereldwijde hit en bereikte in een aantal landen de nummer 1-positie: in Australië, Canada, Denemarken, IJsland, Duitsland, Oostenrijk, Zwitserland, Spanje, Italië, Griekenland en Portugal. In thuisland Zweden,  en in Zimbabwe kwam de plaat niet verder dan de 3e positie. In de Eurochart Hot 100 en Ierland werd de 2e positie behaald, Nieuw-Zeeland de 3e  en in het Verenigd Koninkrijk de nummer 1-positie in de UK Singles Chart, 
In Nederland werd de plaat in het voorjaar van 1993 veel gedraaid op Radio 3 en werd een gigantische hit in de destijds twee landelijke hitlijsten op de nationale publieke popzender. De plaat bereikte in zowel de Nederlandse Top 40 als de destijds op 7 februari 1993 gestarte nieuwe publieke hitlijst; de Mega Top 50, de 3e positie.
In België bereikte de plaat zelfs de nummer 1-positie in zowel de voorloper van de Vlaamse Ultratop 50 als de Vlaamse Radio 2 Top 30. In Wallonië werd géén notering behaald.

## Hitnoteringen

### Nederlandse Top 40
| Hitnotering: 13-03-1993 t/m 24-07-1993 | Hitnotering: 13-03-1993 t/m 24-07-1993 | Hitnotering: 13-03-1993 t/m 24-07-1993 | Hitnotering: 13-03-1993 t/m 24-07-1993 | Hitnotering: 13-03-1993 t/m 24-07-1993 | Hitnotering: 13-03-1993 t/m 24-07-1993 | Hitnotering: 13-03-1993 t/m 24-07-1993 | Hitnotering: 13-03-1993 t/m 24-07-1993 | Hitnotering: 13-03-1993 t/m 24-07-1993 | Hitnotering: 13-03-1993 t/m 24-07-1993 | Hitnotering: 13-03-1993 t/m 24-07-1993 | Hitnotering: 13-03-1993 t/m 24-07-1993 | Hitnotering: 13-03-1993 t/m 24-07-1993 | Hitnotering: 13-03-1993 t/m 24-07-1993 | Hitnotering: 13-03-1993 t/m 24-07-1993 | Hitnotering: 13-03-1993 t/m 24-07-1993 | Hitnotering: 13-03-1993 t/m 24-07-1993 | Hitnotering: 13-03-1993 t/m 24-07-1993 | Hitnotering: 13-03-1993 t/m 24-07-1993 | Hitnotering: 13-03-1993 t/m 24-07-1993 | Hitnotering: 13-03-1993 t/m 24-07-1993 | Hitnotering: 13-03-1993 t/m 24-07-1993 |
| Week:                                  | 11                                     | 12                                     | 13                                     | 14                                     | 15                                     | 16                                     | 17                                     | 18                                     | 19                                     | 20                                     | 21                                     | 22                                     | 23                                     | 24                                     | 25                                     | 26                                     | 27                                     | 28                                     | 29                                     | 30                                     |                                        |
| -------------------------------------- | -------------------------------------- | -------------------------------------- | -------------------------------------- | -------------------------------------- | -------------------------------------- | -------------------------------------- | -------------------------------------- | -------------------------------------- | -------------------------------------- | -------------------------------------- | -------------------------------------- | -------------------------------------- | -------------------------------------- | -------------------------------------- | -------------------------------------- | -------------------------------------- | -------------------------------------- | -------------------------------------- | -------------------------------------- | -------------------------------------- | -------------------------------------- |
| Positie:                               | 37                                     | 31                                     | 26                                     | 19                                     | 13                                     | 5                                      | 4                                      | 4                                      | 4                                      | 4                                      | 4                                      | 4                                      | 5                                      | 7                                      | 8                                      | 8                                      | 13                                     | 14                                     | 19                                     | 32                                     | uit                                    |

### Mega Top 50
| Positie: | 35 | 25 | 14 | 5 | 5 | 4 | 3 | 4 | 4 | 4 | 4 | 6 | 6 | 4 | 4 | 7 | 8 | 14 | 20 | 27 | uit |

### NPO Radio 2 Top 2000
| Nummer met noteringen in de NPO Radio 2 Top 2000 | '07  | '08-'09 | '10  | '11  |
| ------------------------------------------------ | ---- | ------- | ---- | ---- |
| All That She Wants                               | 1333 | -       | 1888 | 1938 |

1. ↑  Een '-' betekent dat het nummer niet was genoteerd en een vetgedrukt getal geeft de hoogste notering aan.
2. ↑  2007 was het eerste jaar met een notering voor dit nummer.
3. ↑  Deze tabel is bijgewerkt tot en met de laatste editie (2024).

### Muziek video
- All that she wants op YouTube